# Распоряжение имуществом
Распоряжение имуществом — в гражданском праве одно из правомочий собственника, позволяющее ему по своему усмотрению совершать в отношении принадлежащего ему имущества любые действия, не противоречащие закону и иным правовым актам и не нарушающие права и охраняемые законом интересы других лиц, в том числе отчуждать своё имущество в собственность другим лицам (продавать, менять, дарить и др.), передавать им, оставаясь собственником, права владения и пользования имуществом, передавать им право распоряжения имуществом, отдавать имущество в залог, распоряжаться им иным образом.
Распоряжением определяется юридическая судьба имущества. Распоряжение имуществом, принадлежащим недееспособным лицам, осуществляется от их имени законными представителями с ограничениями, предусмотренными законом.
Полноценное распоряжение имуществом возможно, только если оно полностью состоит в вашей собственности.